# Kanadische Badmintonmeisterschaft 1973
Die Kanadische Badmintonmeisterschaft 1973 fand vom 29. März bis zum 1. April 1973 im Glencoe Club in Calgary statt.

## Finalresultate
| Disziplin    | Sieger                           | Finalist                                        | Ergebnis          |
| ------------ | -------------------------------- | ----------------------------------------------- | ----------------- |
| Herreneinzel | Jamie Paulson                    | Bruce Rollick                                   | 15-9, 15-12       |
| Dameneinzel  | Nancy McKinley                   | Jane Youngberg                                  | 3-11, 11-9, 11-7  |
| Herrendoppel | Jamie Paulson Yves Paré          | Raphi Kanchanaraphi Channarong Ratanaseangsuang | 15-8, 15-6        |
| Damendoppel  | Judi Rollick Mimi Nilsson        | Nancy McKinley Barbara Hood                     | 15-11, 15-6       |
| Mixed        | Raphi Kanchanaraphi Barbara Hood | Yves Paré Marjory Shedd                         | 13-15, 15-4, 15-9 |